# Jimmy Montgomery
Jimmy Montgomery (født 9. oktober 1943 i Sunderland, England) er en engelsk tidligere fodboldspiller (målmand).
Montgomery spillede hele 17 år hos Sunderland A.F.C. i sin fødeby, og har rekorden for flest kampe nogensinde for klubben. Han spillede i alt 537 ligakampe for klubben og var i 1973 med til at vinde FA Cuppen efter finalesejr over Leeds United.
Senere i karrieren var Montgomery også tilknyttet blandt andet Birmingham City og Nottingham Forest. Hos sidstnævnte var han med til at vinde Mesterholdenes Europa Cup finale 1980 over Hamburger SV fra Tyskland. Montgomery sad dog på bænken hele kampen for Forest, hvis førstemålmand var legenden Peter Shilton.

## Titler
FA Cup
- 1973 med Sunderland

Mesterholdenes Europa Cup
- 1980 med Nottingham Forest